# The Mall at Millenia

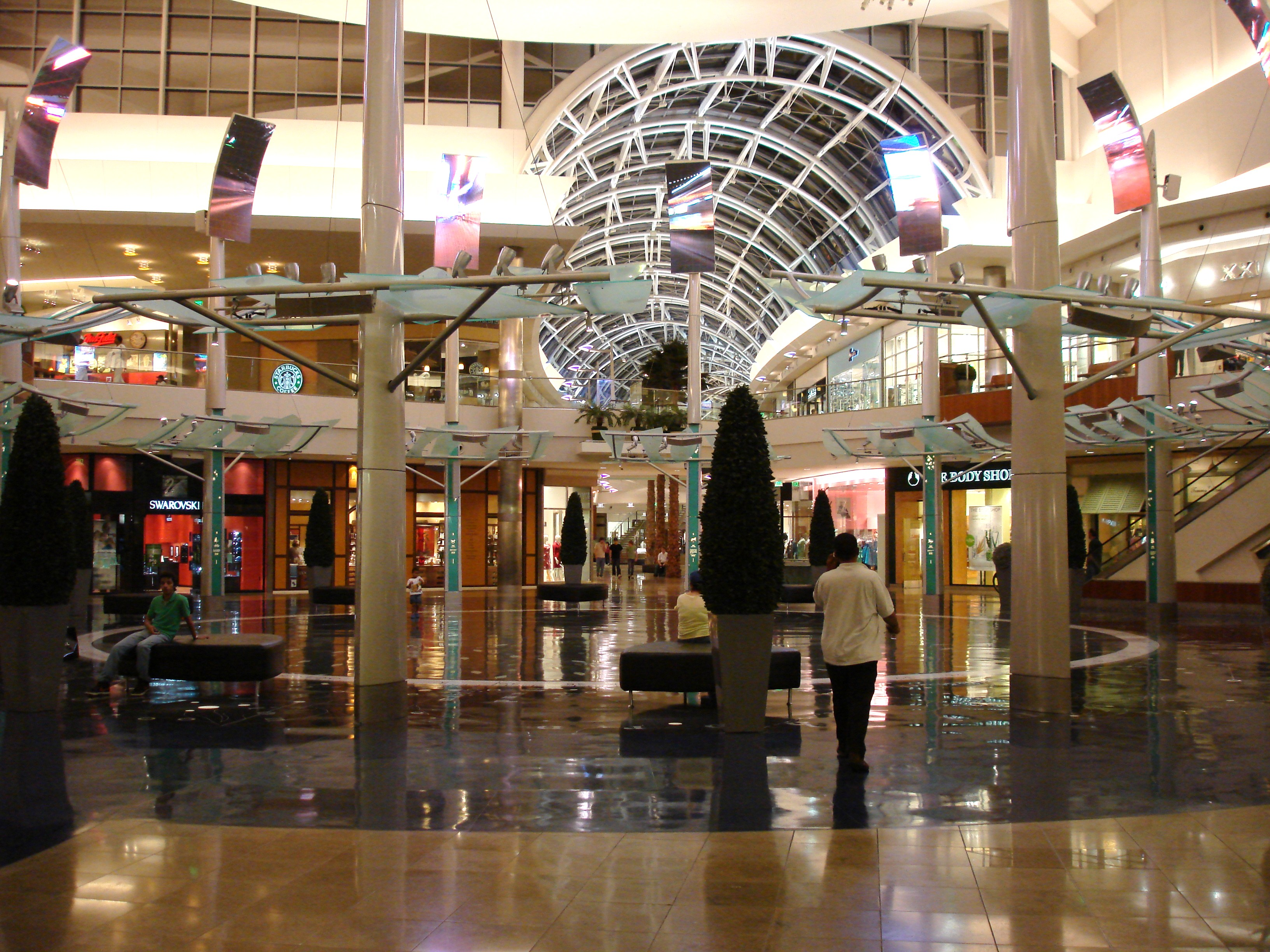
The Mall at Millenia

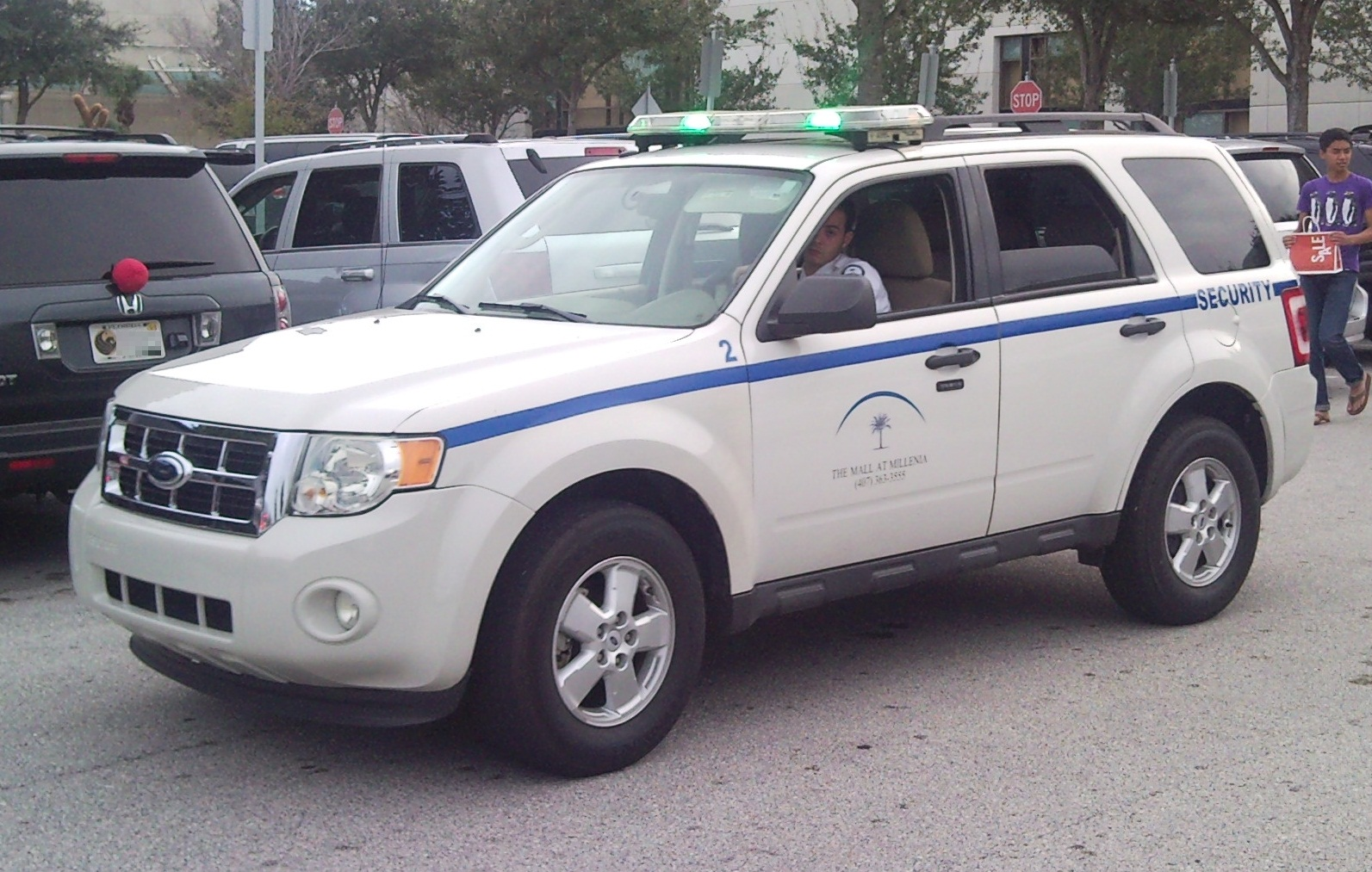
Ford Escape, veículo da segurança do shopping

The Mall at Millenia (por vezes chamado de The Millenia Mall ou simplesmente Millenia) é um centro comercial contemporâneo de luxo em Orlando, Florida, localizado Conroy Road perto do fim ao norte da International Drive.  Inaugurado em 2002, o shopping conta com mais de 150 lojas, incluindo as âncoras Macy's, Bloomingdale's e Neiman Marcus. A área locável bruta é de 103,866 m².
The Mall at Millenia é anunciado como um shopping premium de luxo, como evidenciado por suas âncoras. Sua Macy's foi a primeira da Flórida central, e ainda é a maior (outras Macy's em Orlando são lojas da Burdines transformadas em Macy's). Bloomingdale's e Neiman Marcus também foram pioneiras na região.

## Âncoras
- Bloomingdale's (21.832,2 metros quadrados)
- Macy's (25.548,3 metros quadrados)
- Neiman Marcus (8.361,27 metros quadrados)

## Lojas e restaurantes
Quando The Mall At Millenia abriu em 2002, já contava com as grifes: Louis Vuitton, Burberry, Chanel, Cartier, Tiffany & Co., Gucci, Allen Edmonds, and Jimmy Choo. O shopping posteriormente desenvolveu seus ofertas de luxo, com expansões e aberturas de novos espaços. Tory Burch abriu em 2010 e a Emporio Armani abriu em 2012, junto com a Tumi, a Brooks Brothers, e Vera Bradley. Prada e Saint Laurent estão programadas para abrir em breve. Para ambas, Mall At Millenia vai marcar suas segundas lojas no estado da Flórida e a primeira na região de Orlando.
As lojas de grife estão concentradas no segundo andar, entre a Neiman Marcus e a Bloomingdale's. A outra seção conta com lojas mais populares, incluindo Victoria's Secret, Bath & Body Works, Vans, Williams-Sonoma, Ann Taylor, Crate & Barrel, American Eagle Outfitters e L'Occitane en Provence.
Entre as opções de restaurantes, se encontram The Cheesecake Factory, California Pizza Kitchen e P.F. Chang's China Bistro, cada um destes estando em uma das entradas do shopping, e uma praça de alimentação com opções fast-food, como Chick-Fil-A e Chipotle Mexican Grill.

## História
O shopping é administrado pela The Forbes Company, que também administra o shopping de alto luxo Somerset Collection, em Troy, Michigan. O shopping foi fortemente inspirado no Somerset Collection. Como Somerset, The Mall at Millenia foi projetado pela JPRA Architects e conta com iluminação premiada do Paul Gregory (Focus Lighting), elevadores de vidro e chafarizes. Nenhum dos dois shoppings têm quiosques.
O nome The Mall at Millenia é intencionalmente erroneamente escrito, possivelmente para efeitos de trademark, visto que a palavra Millennia é corretamente escrita com duas letras n.
Quando o shopping foi inaugurado, não havia muito no seu entorno. Isso mudou nos últimos cinco anos e a área onde o shopping se localiza é atualmente conhecida localmente como "Millenia". A área, principalmente o shopping, se tornou um polo turístico, comercial e habitacional. É possível encontrar agora condomínios, casas e salas comerciais nos arredores do shopping. Além disso, várias lojas premium e restaurante renomados se encontram perto do centro comercial, incluindo galerias de arte e a Mercedes-Benz do sul de Orlando. Uma loja IKEA inaugurou ao lado do shopping em 14 de novembro de 2007.

## Transporte e estacionamento
O shopping é servido por ônibus da Lynx 24, 40 e 305. Serviços de taxi e estacionamento valet estão disponíveis na entrada principal do shopping.  O shopping é cercado por um estacionamento gratuito e dividido entre sessões com nomenclaturas alfanuméricas.  Veículos da segurança circulam e monitoram a área do centro comercial 24 horas por dia.